# Snoddas (musikgrupp)
Snoddas var ett svenskt punkband från Linköping, verksamt i början av 1990-talet, bildat av bland andra Lars Winnerbäck under dennes högstadietid. Det återuppstod tillfälligt 2009.

## Historik
Gruppen spelade mest på fritidsgårdar och dylikt men vann 1992 lokalbandstävlingen "Rockkarusellen" och fick ge ut en CD. 1993 spelade bandet på Hultsfredsfestivalen.
1994 splittrades bandet, på grund av att Winnerbäck skulle börja studera i Kungälv. Bandet återförenades dock 2009 för att återigen uppträda på Hultsfredsfestivalen.
Punkbandet Snoddas hann ge ut två kassetter och en CD-ep. Dessa är nu samlarmaterial på auktionssajter. De övriga medlemmarna i gruppen var Staffan Palmberg, Tomas Öhman och Anders "Ankan" Johansson.
Namnet "Snoddas" är taget från en restaurang belägen vid Vallarondellen i Linköping.

## Diskografi
- 1992 - Presenterar våldsamt barnsliga visor på svenska
- 1993 - Snoddas serverar en skål nyvispad våldspop på singel
- 1994 - Du och jag och en liten kille jag känner